# Monica Culen

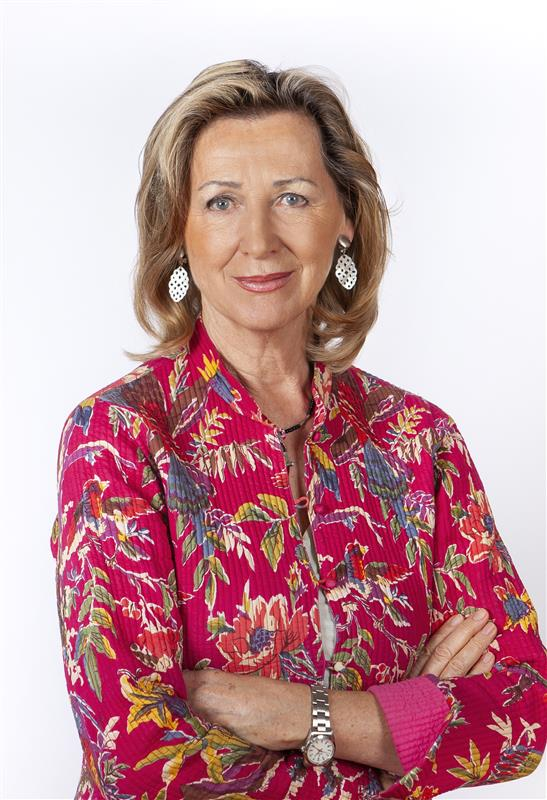
Monica Culen (2020)

Monica Culen (* 10. Februar 1948 in Wien) ist eine österreichische Gründerin und Aktivistin für Gesundheitsclownerie und psychisch-mentale Gesundheit. Gemeinsam mit Giora Seeliger gründete sie 1994 Rote Nasen in Österreich und war bis 2023 CEO von Red Noses International.

## Leben

### Frühes Leben und Ausbildung
Monica Culen stammt aus der Industriefamilie Fischer-Pochtler. Als Tochter der Unternehmer Marietta Fischer Pochtler und Hannes Folter lernte sie schon früh Unternehmergeist und geschäftliche Verantwortlichkeiten. Ihr Bruder, Christian Pochtler, ist heute Geschäftsführer und Inhaber der Pochtler Management GmbH und der iSi-Gruppe. Culen besuchte die Hochschule für Welthandel in Wien und absolvierte ein Studium der Wirtschaftswissenschaften. Seit 1970 ist sie mit Stefan Culen verheiratet und hat drei Kinder.

### Frühe Karriere
Monica Culen begann ihre berufliche Laufbahn als Chefhostess bei den Olympischen Spielen in München. Danach arbeitete sie während des akademischen Jahres 1974/1975 als Public Relations Assistentin am Institut Européen d’Administration des Affaires (INSEAD) am Fontainebleau in Frankreich.
Kurz nach der Gründung des OPEC FUND for International Development wurde sie 1976 als PR & Protokoll Officer berufen und war unter anderem für die Organisation der Ministerkonferenzen in Wien, Afrika und Südamerika verantwortlich.

### Gesundheitsclownerie
Bereits 1991 wurde Culen Co-Gründerin eines der ersten europäischen Projekte mit Gesundheitsclowns, die Cliniclowns Österreich, und trug maßgeblich zur Entwicklung der strategischen Konzepte und Richtlinien für solche Organisationen in Österreich, den Niederlanden und Belgien bei. 1994 gründete sie dann gemeinsam mit Giora Seeliger die gemeinnützige Organisation Rote Nasen Clowndoctors Österreich, von der weitreichende Clowning-Programme in österreichischen Krankenhäusern mit hohen Qualitätsstandards und erweiterten Einsatzgebieten entwickelt wurden. Bis Ende 2011 war sie 2011 Geschäftsführerin, bevor sie Präsidentin des Vorstands wurde.
2003 gründeten Culen und Seeliger mit zusätzlicher Unterstützung von Franz Haimerl RED NOSES International (RNI). Seit 1996 haben RED NOSES Partnerorganisationen in Deutschland, Ungarn, der Slowakei, Slowenien, Tschechien, Kroatien, Polen, Litauen sowie Zweigstellen in Jordanien und Palästina eröffnet. Darüber hinaus führt RED NOSES International humanitäre Missionen durch das Emergency Smile Programm in Krisengebieten, Flüchtlingslagern und anderen Institutionen weltweit durch. Die RED NOSES Gruppe ist heute eine der führenden Healthcare-Clown-Organisationen weltweit.
Im April 2023 trat Monica Culen aus dem Management Board zurück und ist derzeit Vorsitzende des RED NOSES Board of Trustees und Mitglied des RNI Executive Committee sowie in verschiedenen lokalen Boards of Directors der Partnerorganisationen tätig.

## Weitere Tätigkeiten
Von 2004 bis 2021 setzte sie sich als Präsidentin des Österreichischen Fundraising Verbands (FVA) für die Stärkung des NGO-Sektors in Österreich ein. 2011 wurde mit Hilfe von Monica Culen die European Federation of Hospital Clown Organisations (EFHCO) gegründet, die sie bis 2021 als Präsidentin auch leitete. Mit EFHCO konnten international klare Qualitätsmerkmale mit dem Ziel festgelegt werden, die Professionalisierung der Clownorganisationen zu unterstützen und zu gewährleisten und den Beruf zu zertifizieren. Sie war Vortragende in Europa für die Fundraising School, University of Indiana (USA) und hält international Vorträge über Humor, Non-Profit Management und Fundraising. Von 2002 bis 2008 entwickelte und leitete sie das 1. Österreichische Fundraising College.

## Mitgliedschaften
- Beirat Österreichisches Netzwerk Wirtschaftsethik.
- 2002–2008: Leitung des 1. Österreichischen Fundraisingkollegs[10]
- 2004–2021: Präsidentin im Fundraising Verband Austria[11]
- 2010–2021: Gründungspräsidentin von EFHCO (European Federation of Hospital Clowns Organisation)[9]
- Verband für Gemeinnütziges Stiften[12]
- Verband Österreichischer Privatstiftungen[13]

## Auszeichnungen und Ehrungen
Monica Culen erhielt zahlreiche Auszeichnungen, darunter 2008 das Silberne Ehrenzeichen für Verdienste um die Republik Österreich, sowie 2024 das Goldene Ehrenzeichen für Verdienste um die Republik Österreich, beide für ihr philanthropisches Wirken und ihr Lebenswerk als Pionierin der Healthcare-Clowning-Bewegung.
- 1993 und 1998: Leopold Gratz Preis für Soziales Engagement
- 2008: Silbernes Ehrenzeichen für Verdienste um die Republik Österreich[14]
- 2010: Woman Award (Kategorie Soziales)[15]
- 2011: Nominierung für Österreicher des Jahres für humanitäres Engagement
- 2015: Centrope Preis, für herausragendes, grenzüberschreitendes Engagement[16]
- 2024: Goldenes Ehrenzeichen für Verdienste um die Republik Österreich.